# Saison 1 de Stranger Things
Chronologie
Saison 2
La premième saison de Stranger Things, série télévisée américaine de science-fiction et d'horreur, est sortie le 15 juillet 2016 dans le monde entier sur Netflix. Elle est composée de huit épisodes.

## Synopsis
En 1983, à Hawkins dans l'État de l'Indiana, Will Byers, un jeune garçon de douze ans, disparaît subitement. Le chef de la police, Jim Hopper, va être amené à enquêter sur le projet controversé MKULTRA au Laboratoire national de Hawkins du département de l'Énergie (DoE), qui semble être la cause de l'apparition de phénomènes surnaturels.

## Distribution

### Acteurs principaux
- Winona Ryder (VF : Claire Guyot) : Joyce Byers
- David Harbour (VF : Stéphane Pouplard) : Jim Hopper
- Finn Wolfhard (VF : Marie Facundo) : Mike Wheeler
- Millie Bobby Brown (VF : Clara Soares) : Jane Hopper (née Ives) / Onze / Elfe
- Gaten Matarazzo (VF : Kaycie Chase) : Dustin Henderson
- Caleb McLaughlin (VF : Jennifer Fauveau) : Lucas Sinclair
- Natalia Dyer (VF : Alexia Papineschi) : Nancy Wheeler
- Charlie Heaton (VF : Julien Crampon) : Jonathan Byers
- Cara Buono (VF : Delphine Braillon) : Karen Wheeler
- Matthew Modine (VF : Philippe Vincent) : Dr Martin Brenner

### Acteurs récurrents
- Noah Schnapp (VF : Fanny Bloc) : Will Byers
- Joe Keery (VF : Clément Moreau) : Steve Harrington
- Joe Chrest (VF : Xavier Béja) : Ted Wheeler
- Anniston Price et Tinsley Price: Holly Wheeler
- Shannon Purser (VF : Flora Kaprielian) : Barbara Holland
- Rob Morgan (VF : Jean-Paul Pitolin) : Adjoint Powell
- Peyton Wich (VF : Sophie Arthuys) : Troy Harrington
- Cade Jones (VF : Clara Soares) : James
- Randall P. Havens (VF : Vincent Ropion) : Scott Clarke
- Catherine Dyer (en) (VF : Magali Rosenwzeig) : Connie Frazier
- Ross Partridge (VF : Valéry Schatz) : Lonnie
- Chelsea Talmadge (VF : Youna Noiret) : Carol
- Chester Rushing (VF : Romain Altché) : Tommy H.
- John Reynolds (VF : Benjamin Gasquet) : Officier Callahan

## Liste des épisodes

### Épisode 1:Chapitre Un: La Disparition de Will Byers
- États-Unis : 11 juillet 2016 (diffusion screen)[1] puis le 15 juillet 2016
- France,  Belgique et  Allemagne sur Netflix : 15 juillet 2016[2],[1]
- Japon : 10 octobre 2016[1]

### Épisode 2:Chapitre Deux: La Barjot de Maple Street
- États-Unis,  France,  Belgique et  Allemagne sur Netflix : 15 juillet 2016[2],[1]
- Japon : 10 octobre 2016[1]

Lucas, Mike et Dustin ramènent la fille chez Mike et la cachent dans le sous-sol. Elle commence à se confier à Mike, lui montrant son tatouage. Joyce, la mère de Will, a reçu un appel téléphonique étrange où elle jure avoir entendu son fils avant qu'un court-circuit ne grille le téléphone. Le lendemain, alors que Joyce part faire des photocopies de l’avis de recherche et que Jonathan, son fils aîné, est parti chez son père vérifier que Will n'est pas avec lui, les scientifiques fouillent la maison des Byers et repèrent une substance coulant des murs. Mike sèche l'école pour rester avec la fille, qu'il surnomme Elf, et elle reconnait Will sur une photo. Quand Lucas et Dustin l'apprennent et veulent prévenir les adultes de la présence de Onze, celle-ci montre ses pouvoirs de télékinésie pour les retenir.

### Épisode 3:Chapitre Trois: Petit papa Noël
- États-Unis,  France,  Belgique et  Allemagne sur Netflix : 15 juillet 2016[2],[1]
- Japon : 10 octobre 2016[1]

Barbara est prisonnière d'un monde parallèle, ressemblant au monde réel mais gris et envahi de racines noires. Nancy s'inquiète pour elle avant de revenir vers Steve et de faire l'amour pour la première fois avant de rentrer chez elle.

Le shérif Hopper parvient à convaincre le gardien du laboratoire d'appeler Rick Schaffer, le directeur du site, de faire une visite des lieux ; il a un aperçu des expériences mais devine qu'on lui cache la vérité. En fouillant dans les archives des journaux, Hopper découvre que le Dr Brenner, un scientifique connu pour des expériences sur le surnaturel, est lié au laboratoire.

Onze est seule pour la journée chez Mike. Devant une publicité pour Coca-Cola, elle a le souvenir des tests qu'elle a subis au laboratoire sous la surveillance du Dr Brenner.

Au lycée, Nancy est la seule à remarquer l'absence de Barbara. Jonathan développe ses photos et se fait surprendre. Quand il l’apprend, Steve brise son appareil photo et déchire les clichés, mais Nancy remarque que Barbara apparaît sur les images. En retournant chercher dans les environs de la maison de Steve, elle se fait surprendre par une créature et retourne alors tout confesser à sa mère.

### Épisode 4:Chapitre Quatre: Le Corps
- États-Unis,  France,  Belgique et  Allemagne sur Netflix : 15 juillet 2016[2],[1]
- Japon : 10 octobre 2016[1]

Joyce et Jonathan se rendent à la morgue pour reconnaître le corps de Will. Joyce refuse de croire qu'il s'agit de son fils, laissant Jonathan se charger d'organiser l'enterrement. Nancy le retrouve, ayant remarqué une forme étrange sur le cliché de Jonathan montrant Barbara, et lui demande de faire un agrandissement. Ils voient alors la créature que Nancy a vue dans les bois.
Malgré le chagrin de Mike, Onze continue de chercher Will et parvient à trouver une fréquence radio sur son talkie-walkie où on entend Will chanter Should I Stay or Should I Go, sa chanson préférée. Le lendemain, Mike, Dustin et Lucas amènent Onze maquillée à l’école afin d'utiliser le poste de radio amateur de leur professeur de sciences. Pour passer inaperçus, ils doivent assister à la commémoration faite pour Will. Mike est furieux de voir Troy et son ami rire de la mort de Will et quand il les confronte, Onze fige Troy et le fait s'uriner dessus. Plus tard, depuis le poste de radio, Onze parvient à capter l’appel de Will, alors que celui-ci essaie de contacter Joyce depuis la dimension obscure où il se trouve.
- Shawn Levy (le réalisateur de l'épisode et l'un des producteurs executifs de la série) incarne dans cet épisode l'employé de la morgue.

### Épisode 5:Chapitre Cinq: La Puce et l'acrobate
- États-Unis,  France,  Belgique et  Allemagne sur Netflix : 15 juillet 2016[2],[1]
- Japon : 10 octobre 2016[1]

Hopper infiltre le laboratoire et parvient à atteindre le sous-sol où il trouve le portail mais il se fait capturer et assommer. À son réveil, il est chez lui, visiblement après une nuit agitée par un mélange d'alcool et de médicaments, mais il est convaincu de la mise en scène quand il trouve un micro dans une lampe. Lonnie, le père de Will, est revenu à Hawkins pour soutenir Joyce. Elle accepte l'aide jusqu'à ce qu'elle découvre qu'il n'est intéressé que par l’argent qu'il pourra soutirer à l'entreprise qui gère la carrière, et le met à la porte. Peu après, Hopper vient la voir et lui révèle que le corps de Will était faux et qu'il la croit.
Mike commence à comprendre ce qu'essaie de décrire Onze : Will est dans une dimension parallèle, qu'elle appelle le « Monde à l'envers ». Après les funérailles de Will, les trois garçons demandent à leur professeur comment il pourrait accéder à une dimension parallèle, et il leur explique qu'un portail théorique perturberait l'espace-temps et le champ magnétique. Dustin remarque peu après que les boussoles sont perturbées et n’indiquent plus le Nord magnétique, mais selon lui, le portail. Onze est réticente à partir à la recherche de la porte, se souvenant de sa première rencontre avec la créature, alors qu'elle tentait d'entrer en contact avec un agent soviétique depuis un caisson de privation. Après des heures de marche, Lucas comprend qu'Onze a utilisé ses pouvoirs pour perturber les boussoles et les empêcher d'atteindre la porte. Lucas et Mike se battent et Onze repousse violemment Lucas avant de fuir.

### Épisode 6:Chapitre Six: Le Monstre
- États-Unis,  France,  Belgique et  Allemagne sur Netflix : 15 juillet 2016[2],[1]
- Japon : 10 octobre 2016[1]

Jonathan parvient à aider Nancy à sortir de la porte dans l'arbre, qui se referme derrière elle. Jonathan décide de rester avec Nancy pour la nuit dans sa chambre, où Steve les voit de la fenêtre. Le lendemain, Nancy veut vérifier sa théorie selon laquelle la créature est attirée par le sang, et avec Jonathan, ils achètent de quoi la chasser. En ville, ils voient Steve semer des graffitis insultant Nancy. Jonathan commence à frapper Steve et il finit arrêté après avoir, par accident, frappé un policier qui les séparait.
Joyce et Hopper décident d'en savoir plus sur l’enfant qui aurait été enlevé par le Dr Brenner et partent interroger sa mère, Terry Ives. Celle-ci est dans un état catatonique depuis 5 ans, gardée par sa sœur qui leur révèle son histoire : Terry a été l’un des sujets du projet MK-Ultra mais enceinte à l'époque, son bébé a été enlevé dès la naissance ; ce bébé, une fille nommée Jane, est devenue Onze.

### Épisode 7:Chapitre Sept: Le Bain
- États-Unis,  France,  Belgique et  Allemagne sur Netflix : 15 juillet 2016[2],[1]
- Japon : 10 octobre 2016[1]

### Épisode 8:Chapitre Huit: Le Monde à l'envers
- États-Unis,  France,  Belgique et  Allemagne sur Netflix : 15 juillet 2016[2],[1]
- Japon : 10 octobre 2016[1]

Joyce et Hopper sont retenus dans les locaux du laboratoire où Brenner essaie d'obtenir leur collaboration. Hopper passe un marché : en échange de l’accès au portail pour récupérer Will, il laisse le gouvernement récupérer Onze. Brenner accepte, persuadé qu'ils vont échouer. Joyce et Hopper enfilent donc une combinaison et pénètrent dans le Monde à l'envers. La recherche de Will rappelle des souvenirs douloureux chez Hopper, ceux de sa fille morte d'un cancer.
Au même moment, Nancy et Jonathan tendent un piège au monstre dans la maison des Byers puis s'entaillent la main pour l’attirer. Alors qu'ils attendent, Steve veut s'excuser auprès de Jonathan et arrive au même moment que le monstre. Malgré la confusion, Steve aide à coincer la créature dans un piège à ours pendant que Nancy lui tire dessus et que Jonathan l'immole. La créature est blessée et retourne dans le Monde à l’envers. 
Les garçons gardent toujours Onze dans le collège. Dustin et Lucas partent chercher à manger, permettant à Mike d’avouer ses sentiments à Onze. Quand Brenner arrive avec de nombreux hommes armés, les enfants tentent de fuir. Onze en tue plusieurs en leur écrasant le cerveau, ce qui l’affaiblit encore plus. Alors que Brenner parvient à la récupérer, la créature apparaît, attirée par le sang, et se jette sur Brenner et les agents. Les enfants se réfugient dans une salle de classe et Onze décide de se sacrifier en usant de tous ses pouvoirs pour tuer le monstre, qui disparaît avec elle. Will est retrouvé en vie mais très faible, gardé dans le nid de la créature avec une limace dans la gorge. De retour dans le monde réel, il est amené à l’hôpital où il est soigné et sauvé. Alors que ses amis fêtent le retour du garçon, Hopper est approché par deux agents à l'extérieur de l'hôpital.